# On the Shoulders of Giants (bog)
On the Shoulders of Giants (dansk: På skuldrene af giganter) er en samling af videnskabelige tekster redigeret- og kommenteret af den britiske teoretiske fysiker Stephen Hawking. Bogen blev udgivet af Running Press in 2002. Bogen indeholder tekst af Isaac Newton, Albert Einstein, Galileo Galilei, Johannes Kepler, og Nicolaus Copernicus.